# Rø Plantage
Rø Plantage är en skog i Danmark. Den ligger i Region Hovedstaden, i den östra delen av landet. Rø Plantage ligger på ön Bornholm. Utanför skogen förekommer jordbruksmark.